# St. Bartholomäus (Haueneberstein)

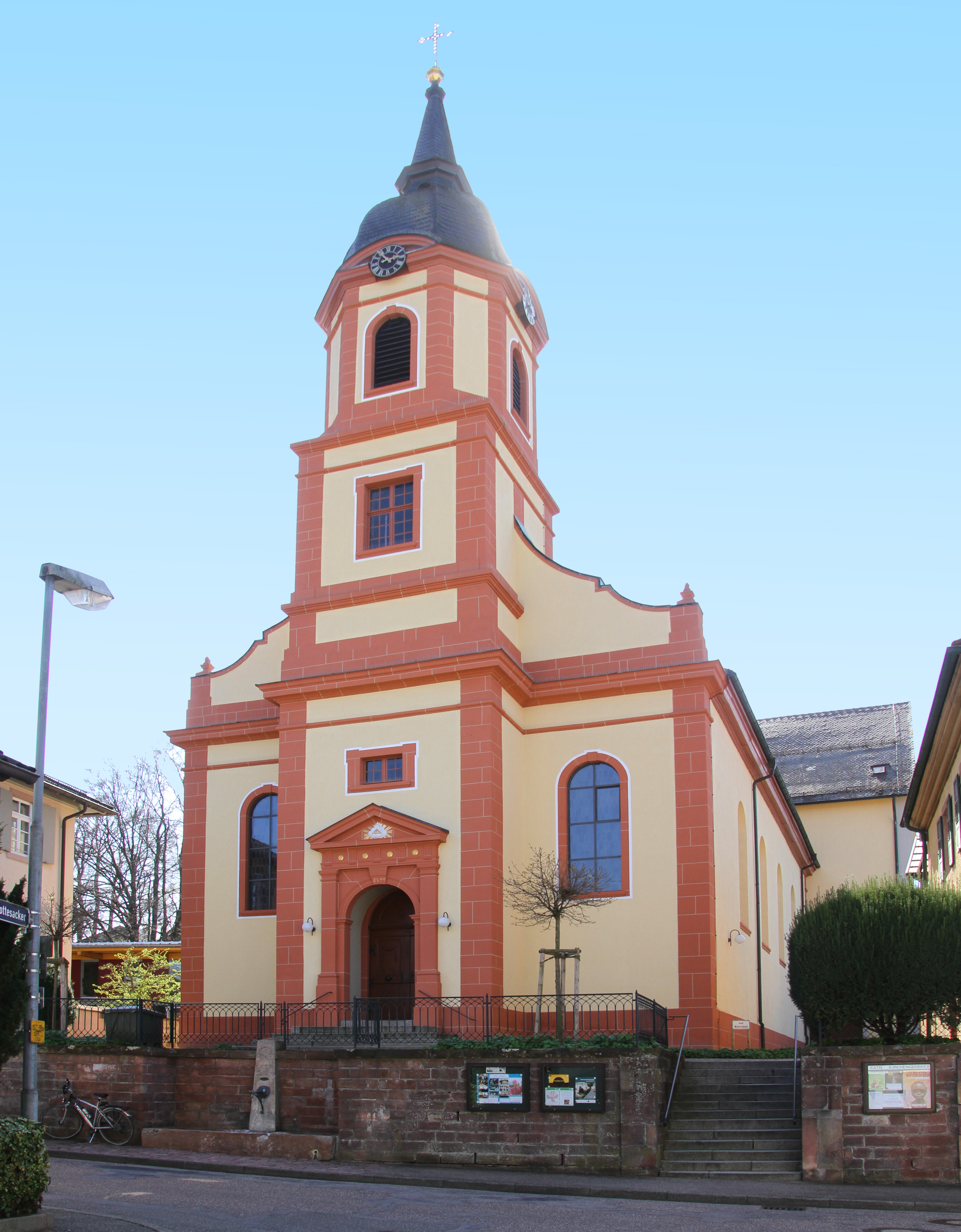
St. Bartholomäus in Haueneberstein

Die römisch-katholische Pfarrkirche St. Bartholomäus ist ein geschütztes Kulturdenkmal nach dem Denkmalschutzgesetz. Sie steht in Haueneberstein, einem Stadtteil von Baden-Baden in Baden-Württemberg. Die Pfarrei gehört zum Dekanat Baden-Baden des Erzbistums Freiburg.

## Beschreibung

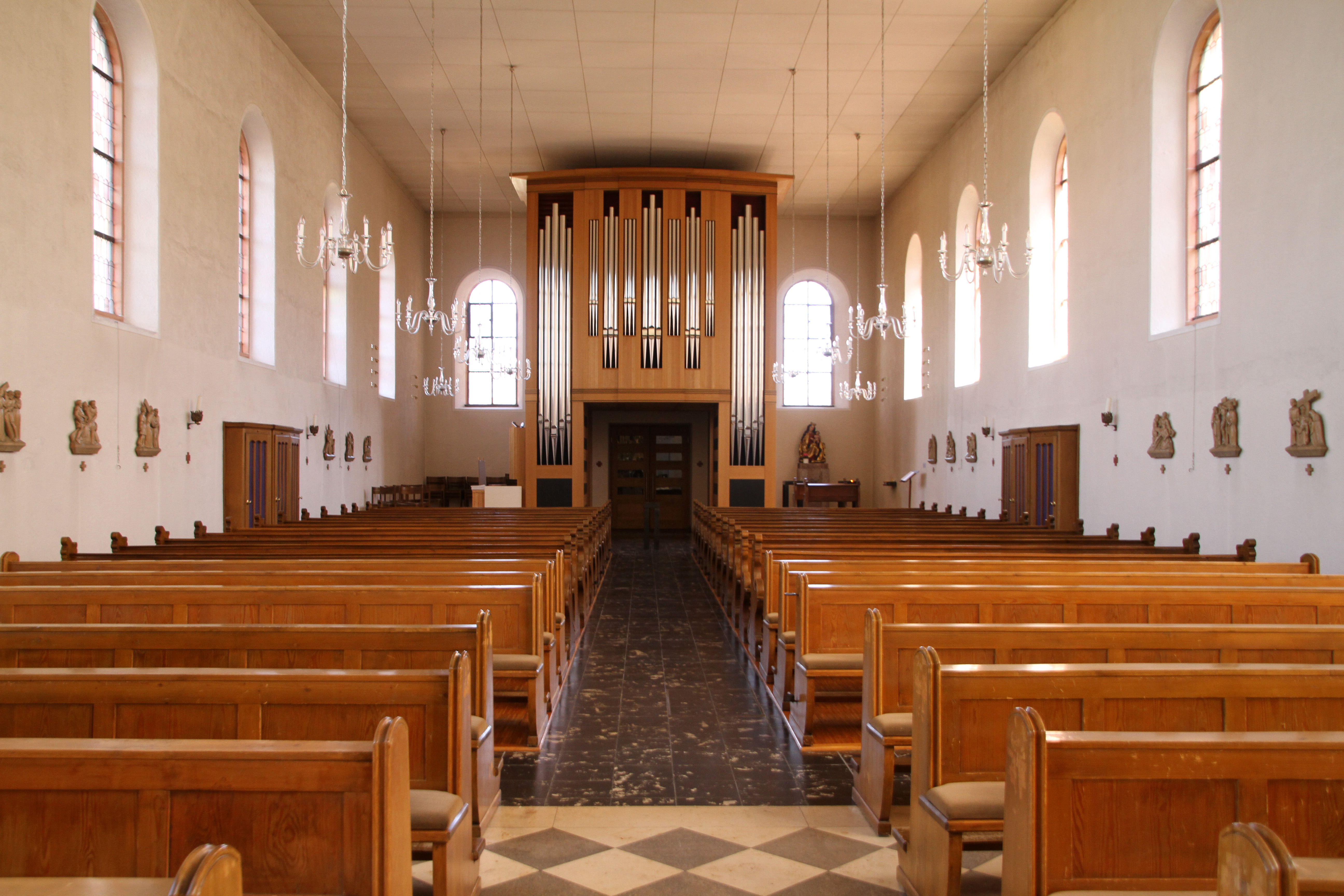
Innenraum, Blick zur Orgel

Die 1799 gebaute Saalkirche besteht aus einem Langhaus, einem eingezogenen, halbrund geschlossenen Chor im Südwesten und einem Fassadenturm auf quadratischem Grundriss im Nordosten, dessen oberstes, achteckiges Geschoss die Turmuhr und den Glockenstuhl mit vier Kirchenglocken beherbergt und der mit einer Glockenhaube bedeckt wurde. Zwischen Langhaus und Chor wurde 1958 ein Querschiff eingefügt. Außerdem wurde der Chor erneuert.
Zur Kirchenausstattung gehören ein Hochaltar von 1744 und die Kanzel von 1745, die aus der ehemaligen Jesuitenkirche in Ettlingen stammt. Die Orgel wurde 2008 als Opus 27 von Orgelbau Matz & Luge gebaut. Sie hat 30 Register auf zwei Manualen und Pedal.